# Inquisition (kniha)
Inquisition (Inkvizice) je kniha Carltona Sherwood vydaná v roce 1991 o vyšetřování a soudu reverenda Son-mjong Muna, zakladatele Církve sjednocení, za porušení daňových předpisů Spojených států.
Kniha má podtitul Pronásledování a stíhání reverenda Son-mjong Muna (anglicky: The Persecution and Prosecution of the Reverend Sun Myung Moon) uvádí, že v případu existují prvky rasismu a náboženského pronásledování. Kniha vyšla v konzervativním nakladatelství Regnery Gateway v roce 1991, ISBN 0-89526-532-X.
Původní záměr Sherwooda, držitele Pulitzerovy ceny a Peabody Award, byl dle jeho vlastních slov odhalit jeden z dalších případů církevní korupce, jako byly ty, za která ocenění obdržel (případy LaSalette Fathers, Pollotines a především charitativní skandál „Paulines“). Sherwood o vině Son-mjong Muna a jeho spoluobviněného Takeru Kamiyamy, stejně jako mnoho lidí dodnes, vůbec nepochyboval. Nechal se zaměstnat ve Washington Times, aby byl blíže k lidem v církvi. Zjistil, že V Times tehdy mnoho členů církve nepracovalo. Také zjistil, že reverend Mun neučinil nic, jako jeho předchozí případy. Čím více pronikal do Munovy organizace, tím více byla patrná absence indicií církevní korupce. Nebyly zde žádné případy štědrého životního stylu, žádné skryté bankovní účty, žádné sexuální skandály a žádná všudypřítomná přetvářka. Zjistil, že to nejen není žádný velký případ, ale že z původního případu nebude nic. Výsledná kniha je zcela jiná než jakou si Sherwood myslel, že napíše. Je příběhem o tom, jak Americký trestní systém může být ostudně zneužit k pronásledování náboženství a jeho vedoucích. Zjistil, že reverend Mun a jeho následovníci neučinili nic, co by bylo hodno kriminálního vyšetřování, a že byli a nadále jsou obětí náboženských předsudků a rasového fanatismu nejhoršího řádu.
Dean M. Kelley, poradce v oblasti náboženské svobody pro The National Council of Churches v hodnocení knihy napsal, že zatímco opravdové podvodné jednání Sherwoodových dřívějších případů jdoucí do miliónů dolarů zůstalo nepotrestáno, vyvolalo jen malý zájem federálních agentur a žádný kněz nebyl odsouzen, proti Munovi se spojilo několik z nich v koordinovaném útoku. Uvedl, že díky této knize můžeme poznat, že stigmatizace Muna je nezasloužená nebo alespoň z pohledu nezávislé justice nepotvrzená.

## Obsah
V kapitolách I-IV Sherwood popisuje okolnosti případu před soudním přelíčením, v kapitolách V-X popisuje průběh soudního přelíčení a v kapitolách XI-XIV profily hlavních účastníků případu (deprogramátorů, novinářů, státního aparátu a reverenda Muna). na závěr ve dvou kapitolách nabízí pohled na aktuální cílenou perzekuci a historický pohled na bigotnost.
V knize Sherwood odhaluje některé okolnosti soudu a také dění, které soudu předcházelo:
- Vyšetřování předcházela celá řada naprosto divných výpovědí, kupříkladu stížnost občanky z oblasti New York, evidovaná FBI, zmiňující též jméno deprogramátora Teda Patricka uváděla, že ji údajně pronásledují „Moonies“, kteří měli mít údajně za cíl senátory Carla Alberta a Edwarda Kennedyho pomocí dívek v minisukních, a měli tak údajně získat vliv nad vládou pomocí kontroly mysli (mind control/brainwashing). FBI takové stížnosti nevyšetřovala, jelikož nebyla zde žádná evidence zločinného jednání.[5]+
- James Sheeran, bývalý agent FBI, a významná politická postava v New Jersey, jehož 3 dcery se staly členkami Církve sjednocení, 29. srpna v 5:00 ráno se svou manželkou a synem násilně vnikli do výcvikového centra Církve sjednocení v Tarrytownu, stát NewYork, kde dcery hledali. Po potyčce došlo k vzájemnému obvinění z napadení třetího řádu a Sheeran navíc z násilného vniknutí druhého řádu. Obvinění byla později oboustranně stažena. Memo FBI které reflektovalo několik stížností ohledně tréninkového centra v Tarrytownu uvedlo: „Nejsou žádné konkrétní důkazy o trestném porušení právních předpisů státu New York. ... Žádné nezákonné či trestní porušení zákona se nestalo.“ Sheeran měl později celou věc popsat v interview pro časopis People tak, že jeho dcerám měl být údajně vymytý mozek a on sám měl být napaden hordou pološílených Moonies. Výsledkem bylo že FBI začala shromažďovat informace týkající se Církve sjednocení pomocí LEGAT (delegáti FBI na ambasádách USA).[6]
- Tvrzení první porotkyně soudu bylo závažně a aktivně předpojaté proti žalovanému a dva další porotci si stěžovali na nepřiměřený tlak ze strany svých kolegů.[7]